# Nigilgia superbella
Nigilgia superbella is een vlinder uit de familie Brachodidae. De wetenschappelijke naam voor de soort is, als Phycodes superbella, voor het eerst geldig gepubliceerd in 1907 door Hans Rebel.
De soort komt voor in het Afrotropisch gebied.